# قرية كامبريدج (نيويورك)
قرية كامبريدج (بالإنجليزية: Cambridge (village), New York)‏ هي بلدة تقع في الولايات المتحدة في نيويورك (ولاية). يقدر عدد سكانها بـ 1,925 نسمة .

## التركيبة السكانية
حدّد مكتب تعداد الولايات المتحدة بيانات التركيبة السكانية لقرية كامبريدج في تعداد الولايات المتحدة. في ما يلي، التركيبة السكانية حسب تعدادي 2000 و2010.

### تعداد عام 2000
بلغ عدد سكان قرية كامبريدج 1,925 نسمة بحسب تعداد عام 2000، وبلغ عدد الأسر 755 أسرة وعدد العائلات 477 عائلة مقيمة في القرية. في حين سجلت الكثافة السكانية 430.6 نسمة لكل كيلومتر مربع (1,115.2/ميل2). وبلغ عدد الوحدات السكنية 840 وحدة بمتوسط كثافة قدره 187.9 لكل كيلومتر مربع (486.7/ميل2).
وتوزع التركيب العرقي للقرية بنسبة 98.13% من البيض و0.52% من الأمريكيين الأفارقة و0.10% من الأمريكيين الأصليين و0.31% من الأمريكيين ذوي الأصول الآسيوية و0.26% من الأعراق الأخرى و0.68% من عرقين مختلطين أو أكثر و1.45% من الهسبانيون أو اللاتينيون من أي عرق.
بلغ عدد الأسر 755 أسرة كانت نسبة 34.6% منها لديها أطفال تحت سن الثامنة عشر تعيش معهم، وبلغت نسبة الأزواج القاطنين مع بعضهم البعض 47.8% من أصل المجموع الكلي للأسر، ونسبة 11.5% من الأسر كان لديها معيلات من الإناث دون وجود شريك، بينما كانت نسبة 3.8% من الأسر لديها معيلون من الذكور دون وجود شريكة وكانت نسبة 36.8% من غير العائلات. تألفت نسبة 32.8% من أصل جميع الأسر من عدة أفراد يعيشون في نفس المنزل ونسبة 17% كانت تتألف من شخص يعيش بمفرده يبلغ من العمر 65 عاماً أو أكثر. وبلغ متوسط حجم الأسرة المعيشية 2.36، أما متوسط حجم العائلات فبلغ 2.97.
بلغ العمر الوسطي للسكان 40.1 عاماً. وكانت نسبة 23.9% من القاطنين تحت سن الثامنة عشر، وكانت نسبة 6.6% بين الثامنة عشر والرابعة والعشرين عاماً، ونسبة 23.9% كانت واقعةً في الفئة العمرية ما بين الخامسة والعشرين والرابعة والأربعين عاماً، ونسبة 21.9% كانت ما بين الخامسة والأربعين والرابعة والستين، ونسبة 16.1% كانت ضمن فئة الخامسة والستين عاماً فما فوق. يوجد لكل 100 أنثى 86.3 ذكر، ويوجد لكل 100 أنثى في الثامنة عشر من عمرها فما فوق 81.8 ذكر.
بلغ متوسط دخل الأسرة في القرية 31,164 دولارًا، أما متوسط دخل العائلة فبلغ 41,012 دولارًا. وكان متوسط دخل الذكور 31,935 دولارًا مقابل 24,453 دولارًا للإناث. وسجل دخل الفرد الخاص بالقرية 15,919 دولارًا. وكانت نسبة 9.4% من العائلات ونسبة 12.5% من السكان تحت خط الفقر، وكان من هؤلاء نسبة 15.9% تحت سن الثامنة عشر ونسبة 8% في الخامسة والستين من العمر وما فوق.

### تعداد عام 2010
بلغ عدد سكان قرية كامبريدج 1,870 نسمة بحسب تعداد عام 2010، وبلغ عدد الأسر 800 أسرة وعدد العائلات 443 عائلة مقيمة في القرية. في حين سجلت الكثافة السكانية 418.3 نسمة لكل كيلومتر مربع (1,083.4/ميل2). وبلغ عدد الوحدات السكنية 883 وحدة بمتوسط كثافة قدره 197.5 لكل كيلومتر مربع (511.5/ميل2).
وتوزع التركيب العرقي للقرية بنسبة 96.10% من البيض و1.07% من الأمريكيين الأفارقة و0.11% من الأمريكيين الأصليين و0.86% من الأمريكيين ذوي الأصول الآسيوية و0.11% من الأعراق الأخرى و1.76% من عرقين مختلطين أو أكثر و1.28% من الهسبانيون أو اللاتينيون من أي عرق.
بلغ عدد الأسر 800 أسرة كانت نسبة 27.2% منها لديها أطفال تحت سن الثامنة عشر تعيش معهم، وبلغت نسبة الأزواج القاطنين مع بعضهم البعض 41% من أصل المجموع الكلي للأسر، ونسبة 11.1% من الأسر كان لديها معيلات من الإناث دون وجود شريك، بينما كانت نسبة 3.2% من الأسر لديها معيلون من الذكور دون وجود شريكة وكانت نسبة 44.6% من غير العائلات. تألفت نسبة 37.6% من أصل جميع الأسر من عدة أفراد يعيشون في نفس المنزل ونسبة 17.4% كانت تتألف من شخص يعيش بمفرده يبلغ من العمر 65 عاماً أو أكثر. وبلغ متوسط حجم الأسرة المعيشية 2.33، أما متوسط حجم العائلات فبلغ 3.00.
بلغ العمر الوسطي للسكان 44.1 عاماً. وكانت نسبة 22.3% من القاطنين تحت سن الثامنة عشر، وكانت نسبة 7.8% بين الثامنة عشر والرابعة والعشرين عاماً، ونسبة 21.2% كانت واقعةً في الفئة العمرية ما بين الخامسة والعشرين والرابعة والأربعين عاماً، ونسبة 30.1% كانت ما بين الخامسة والأربعين والرابعة والستين، ونسبة 18.6% كانت ضمن فئة الخامسة والستين عاماً فما فوق. وتوزع التركيب الجنسي للسكان بنسبة 47.2% ذكور و52.8% إناث.